# Buhocel
Buhocel – wieś w Rumunii, w okręgu Bacău, w gminie Buhoci. W 2011 roku liczyła 234 mieszkańców.